# Lê Minh
Lê Minh (tiếng Trung: 黎明, tiếng Anh: Leon Lai; sinh ngày 11 tháng 12 năm 1966) là một nam diễn viên kiêm ca sĩ người Hồng Kông. Ông là một trong Tứ đại Thiên vương Hồng Kông  thập niên 90 với danh xưng Vương tử cùng với Lưu Đức Hoa, Trương Học Hữu và Quách Phú Thành. Ông từng là gương mặt nổi bật của nền Điện ảnh Hồng Kông.

## Tiểu sử
Lê Minh sinh ra tại Bắc Kinh, Trung Quốc trong gia đình người Khách Gia quê gốc ở huyện Mai Châu, Quảng Đông. Cha mẹ ly dị năm anh lên 4. Từ đó anh sống với cha là Lê Tân Sinh, một người Malaysia gốc Hoa đã di cư sang Hồng Kông từ thời cách mạng văn hóa Trung Quốc.
Năm 15 tuổi, anh theo học trường King's Way Princeton College tại Anh. Năm 1984, anh quay trở về Hồng Kông năm 18 tuổi.

## Sự nghiệp

### Thời kỳ đầu
Ban đầu, Lê Minh làm nhân viên tiếp thị cho một công ty điện thoại di động.. Sau khi đạt giải ba trong cuộc thi ca hát Tài Hoa Tân Tú, anh nhận được khóa huấn luyện ca hát của Dai Si Zong (戴思聰). Cũng trong năm đó, anh ký hợp đồng nghệ sĩ với Capital Artists. Lê Minh đã không phát hành bất cứ album nào trong vòng 4 năm. Vì vậy, thầy dạy nhạc của anh, ông Dai đã sắp xếp cho anh ký hợp đồng với hãng Polygram, sau này là Universal Music.

### Ca nhạc
Khi gia nhập Polygram, Lê Minh đã phát hành album đầu tiên "Leon" và album tiếp theo là "Tương phùng dưới mưa". Album đầu tiên của anh nhận được giải thưởng album vàng. Sau khi hoạt động vài năm tại Polygram, anh đã ký một hợp đồng mới với hãng Sony Music vào ngày 23 tháng 3 năm 1998.
Cùng với Trương Học Hữu, Lưu Đức Hoa và Quách Phú Thành, Lê Minh là một trong 4 ca sĩ nổi tiếng nhất trong những năm 1990, khi đó giới truyền thông gọi họ là Tứ Đại Thiên Vương của làng nhạc Canto Pop.
Thời gian đầu khi khởi nghiệp, Lê Minh chủ yếu hát nhạc cantopop (nhạc pop bằng tiếng Quảng Đông), nhưng sau đó do ảnh hưởng bởi nhà sản xuất Mark Lui, anh đã mở rộng thể loại nhạc bao gồm những bài hát điện tử phổ biến với những video ca nhạc hấp dẫn. Năm 1990, anh đã đạt giải thưởng đầu tiên 1990 Jade Solid Gold Top 10 Awards và1990 RTHK Top 10 Gold Songs Awards. Sau đó, anh tiếp tục dành giải thưởng "Nam ca sĩ nổi tiếng nhất" vào năm 1993 và 1995 của giải thưởng Giai điệu vàng của TVB. Năm 1996, anh cộng tác với nhà nhạc sĩ kiêm nhà sản xuất người Canada gốc Li–băng Steve Barakatt trong album "Feel". Hai năm sau, vào năm 1998, anh đã trở thành ca sĩ Hồng Kong đầu tiên lọt vào bảng xếp hạng Top 10 K-pop chart với bài hát "After loving you". Năm 1999, anh tuyên bố anh sẽ không nhận thêm bất cứ giải thưởng nào nữa tại Hồng Kông.
Năm 2002, anh được chọn để hát ca khúc "Charged up", bài hát chủ đề cổ vũ cho đội Trung Quốc tại Vòng chung kết bóng đá thế giới năm 2002... Năm 2004, anh trở thành ca sĩ Hồng Kong đầu tiên đại diện cho lãnh thổ tham dự Asia Song Festival lần đầu tiên được tổ chức ở Hàn Quốc.
Lê Minh được lựa chọn là đại sự của Thế vận hội mùa đông lần thứ 6 được tổ chức ở Trường Xuân vào năm 2007. Anh đã hát bài hát chủ đề của thế vận hội và tham giao vào cuộc chạy tiếp sức rước đuốc tại sự kiện này. Sau đó anh hợp tác với Michael Wong và Janice Vidal tổ chức buổi hoàn nhạc từ thiện "Magic Live" kéo dài 3 ngày tại sân khấu Star Hall, Hồng Kông từ ngày 9 tháng 11 đến ngày 11 tháng 11 năm 2008.
Vào tối 14/11/2023, Lê Minh tổ chức liveshow ca nhạc tại nhà thi đấu Hồng Khảm, một trong những địa điểm tổ chức các sự kiện âm nhạc lớn nhất Hồng Kông. Đêm diễn đã mở màn cho chuỗi show diễn ca nhạc solo kéo dài 10 ngày của Lê Minh tại Hồng Khảm mang tên "Leon Live 2023", diễn ra từ 14 - 23/11.

### Các bài hát song ca
Không chỉ là một nghệ sĩ solo, Lê Minh còn từng cộng tác với nhiều nghệ sĩ khác, Một vài trong số những bài hát song ca của anh bao gồm: "Love Until the End" và "A Happy Family" với Châu Huệ Mẫn, "Really Wish to Be Like This Forever" và "It's Still You" với Trần Tuệ Nhàn, "Song of the Star" với Alan Tam, "Never Give Up" với Trương Học Hữu, "Why did I let you go?" với Janice Vidal.

### Sáng lập công ty đào tạo ca sĩ
Năm 2004, Lê Minh thành lập công ty thu âm mới tên "A Music", East Asia Record Production Company Limited, cùng với Peter Lam. Album đầu tiên do công ty sản xuất mang tên "Dawn" được phát hành vào tháng 9 cùng năm. Album "Dawn" được phát hành có rất ít chuyến tuyên truyền do anh phải đến Trung Quốc để đóng phim trong ngày album được phát hành.
Để mang đến những điều thú vị mới trong âm nhạc, Lê Minh đã mời nhà sản xuất âm nhạc nổi tiếng Jonathan Lee từ Đài Loan vào năm 2005 để sản xuất cho album tiếng quan thoại "A Story" của anh. Tuy nhiên, do phải thực hiện album, nên anh đã bỏ lỡ cơ hộ đóng vai chính trong bộ phim điện ảnh có kinh phí lớn của Đài Loan "Gui Si" do trùng với lịch làm việc của anh.
Lê Minh quay trở lại nhà hát Hong Kong Coliseum vào ngày 13 tháng 4 năm 2007 để biểu diễn một đêm diễn duy nhạc Leon 4 in Love Concert. Tại đây, anh không chỉ biểu diễn những bài hit của anh mà cả những bài hit của 3 thiên vương còn lại. Anh đã biểu diễn tổng cộng 18 bài hát, tất cả đều được Mark Lui làm mới lại. Tiếp sau đó, anh đã phát hành album mang tựa đề "4 In Love" vào ngày 3 tháng 5 năm 2007, bao gồm 16 trong số 18 bài hát anh đã biểu diễn tại buổi hòa nhạc.

### Hoạt động cộng đồng
Lê Minh hoạt động tích cực trong Community Chest. Vào những năm 1990, anh bắt đầu làm từ thiện khi cha anh bị chẩn đoán mắc chứng carcinoma của bệnh trực tràng. Các bác sĩ tuyên bố không thể chữa được. Nhưng sau đó, cha anh đã sống sót sau một ca phẫu thuật thần kỳ. Khi tổ chức nghiên cứu về ung thư và tổ chức Liên hợp quốc đã tiếp cận anh và yêu cầu sự giúp đỡ, anh bắt đầu tham gia các hoạt động từ thiện tích cực.
Công việc từ thiện đầu tiên của anh cho UNICEF là dự án tiêu diệt bệnh viêm tủy tại Trung Quốc vào năm 1993. Anh đã gia tăng số tiền đóng góp vào các quỹ từ lời kêu gọi người hâm mộ, các fan và tiền bán vé biểu diễn ca nhạc, Tháng 7 năm 1994, anh được bổ nhiệm làm đại sứ thiện chí của UNICEF và trở thành công dân Hồng Kông đầu tiên được giao nhiệm vụ này.
Kể từ năm 1994, anh đã tham gia rất nhiều hoạt động gây quỹ khác nhau của ủy ban Liên hợp quốc tại Hồng Kông bao gồm: 7 buổi hòa nhạc từ thiện, ba buổi bán chocolate từ thiện và ba cuộc chạy bộ từ thiện. Lê Minh và các đại diện của HKCU đã viếng thăm Rwanda, thuộc tỉnh Cam Túc, Trung Quốc và Brasil để nghiên cứu công việc của UNICEF và để giúp đỡ tuyên truyền ý thức cộng đồng nhằm giúp đỡ trẻ em."
Tháng 12 năm 1995, anh được bổ nhiệm là "đại diện đặc biệt của thanh niên của UNICEF" tại văn phòng đại diện của UNICEF tại New York vì những đóng góp của anh cho phúc lợi của trẻ em.
Lê Minh từng được bầu chọn là một trong mười Thanh niên kiệt xuất (TOYP) vào năm 1997, anh được công nhận chính thức vì những nỗ lực trong nghề nghiệp và những đóng góp đối với cộng đồng. Anh đã mua vé quyên góp đầu tiên với số là 000001 tại sự kiện "Chiến dịch gây quỹ giáo dục trẻ em " tổ chức tại sân khấu Hồng Quán và PARKnSHOP thông qua điểm bán vé trên mạng Skyline Superstore vào năm 2001 để khuyến khích mọi người góp phần vào hoạt động xã hội đầy ý nghĩa này. Việc gây quỹ này sẽ được quyên góp chuyển cho tổ chức Community Chest.
Anh đã được ông Đổng Kiến Hoa, tổng thống của Hồng Kông trao tặng Huy chương danh dự (M.H.) vào ngày 12 tháng 10 năm 2003.
Kể từ khi quyết định không nhận bất cứ giải thưởng âm nhạc tại Hồng Kông, anh đã không xuất hiện tại lễ trao giải top 10 giai điệu vàng của đài TVB thậm chí là trong vai trò khách mời. Nhưng để kêu gọi quyên góp quỹ từ thiện, anh đã đồng ý biểu diễn tại buổi trao giải với vai trò khách mời vào ngày 8 tháng 1 năm 2005.
Vào ngày 13 tháng 5 cùng năm này, Lê Minh cộng tác với Mark Lui sáng tác bài hát 8858. Bài hát được sử dụng như bài hát tuyên truyền cho quỹ "Trẻ em và trẻ vị thành niên Trung Quốc". Tựa đề bài hát là "Help me (nghe như 'bang bang wo ba' trong tiếng Phổ thông)" và con số "8858" đại diện cho số SMS mà mọi người có thể sử dụng để quyên góp tiền.
Một sự thay đổi gây ngạc nhiên là vào tháng 12 năm 2005, Lê Minh đã xuất hiện trong một đoạn quảng cáo trên truyền hình của chính phủ Hồng Kông để yêu cầu công chúng ủng hộ về việc cải cách từ từ về chính trị được chính phủ đưa ra thảo luận thay vì yêu cầu những cải cách nhanh chóng về chính trị trong cuộc phải đối về quyền dân chủ tại Hồng Kông vào tháng 12 năm 2005. Điều này đã đánh dấu việc lần đầu tiên anh tham gia quảng cáo về lĩnh vực chính trị.

## Sự cố

### Sự cố bài hát thương mại có đoạn quốc gia
Năm 2000, Bài hát Toàn nhật ái (全日愛) của Lê Minh đã gặp vấn đề về tác quyền với chính phủ Trung Quốc vì trong bài hát có đưa một đoạn trong Quốc ca Trung Quốc Nghĩa dũng quân tiến hành khúc. Giai điệu trong đoạn đầu tiên cũng giống với giai điệu của Quốc ca. Anh bị cảnh bảo việc sử dụng bài hát quốc ca vì mục đích thương mại.

## Danh sách phim

### Phim điện ảnh
| Năm  | Tên tiếng Hoa     | Tên tiếng Anh                         | Tên tiếng Việt                                | Các diễn viên khác                         | Ghi chú                                                       |
| ---- | ----------------- | ------------------------------------- | --------------------------------------------- | ------------------------------------------ | ------------------------------------------------------------- |
| 2011 | 鸿门宴            | White Vengeance                       | Hồng Môn Yến                                  | Huỳnh Thu Sanh                             |                                                               |
| 2010 | 火龍對決          | Fire of Conscience                    | Hỏa Long đối quyết                            | Nhậm Hiền Tề                               |                                                               |
| 2009 | 十月围城          | Bodyguards And Assassins              | Thập Nguyệt Vi Thành                          | Lương Gia Huy, Trương Học Hữu              |                                                               |
| 2008 | 梅蘭芳            | Forever Enthralled                    | Mai Lan Phương                                | Chương Tử Di                               |                                                               |
| 2008 | 江山美人          | An Empress and the Warriors           | Giang Sơn Mỹ Nhân                             | Trần Tuệ Lâm                               |                                                               |
| 2007 | 心中有鬼          | The Matrimony                         | Tâm Trung Hữu Quỷ                             | Phạm Băng Băng                             |                                                               |
| 2006 | 緣邀知音          | Melody Looking                        | Lục yêu tri âm                                | Đỗ Văn Trạch, Vệ Lan, Vệ Thi               |                                                               |
| 2005 | 情義我心知        | Moonlight In Tokyo                    |                                               |                                            |                                                               |
| 2005 | 七劍              | Seven Swords                          | Thất kiếm                                     | Chân Tử Đan                                |                                                               |
| 2004 | 大城小事          | Leaving Me, Loving You                | Đại thành tiểu sự                             | Vương Phi                                  |                                                               |
| 2003 | 無間道III終極無間 | Infernal Affairs III                  | Vô Gian Đạo 3                                 | Lưu Đức Hoa, Lương Triều Vỹ                |                                                               |
| 2003 | 金雞2             | Golden Chicken 2                      | Kim kê 2                                      | Lưu Đức Hoa, Trương Học Hữu                |                                                               |
| 2003 | 雙雄              | Heroic Duo                            | Song hùng                                     | Trịnh Y Kiện                               |                                                               |
| 2002 | 三更              | Three                                 | Tam canh (Canh 3)                             | Tăng Chí Vĩ                                | Đoạt giải Kim Mã "Nam diễn viên chính xuất sắc nhất" năm 2003 |
| 2001 | 不死情謎          | Bullets of Love                       | Bất tử tình mê                                |                                            |                                                               |
| 2001 | 情迷大話王        | Everyday Is Valentine                 | Tình mê đại thoại vương                       |                                            |                                                               |
| 2001 | 天使夢            | Dream of a Warrior                    | Giấc mơ thiên sứ                              |                                            |                                                               |
| 2000 | 神偷次世代        | Skyline Cruisers                      | Thời đại trộm cắp                             |                                            |                                                               |
| 2000 | 一見鍾情          | Sausalito                             | Duyên tình Sausalito                          | Trương Mạn Ngọc                            |                                                               |
| 1998 | 真心英雄          | A Hero Never Dies                     | Chân tâm anh hùng                             | Lưu Thanh Vân                              |                                                               |
| 1998 | 玻璃之城          | City of Glass                         | Đô thị thủy tinh                              | Thư Kỳ                                     |                                                               |
| 1998 | 新戀愛世紀        | Love Generation Hong Kong             |                                               |                                            |                                                               |
| 1997 | 賭神三之少年賭神  | God of Gamblers 3: The Early Stage    | Đổ thánh 3 / Thần bài 3                       | Viên Vịnh Nghi                             |                                                               |
| 1997 | 愛你愛到殺死你    | Killing Me Tenderly                   |                                               |                                            |                                                               |
| 1997 | 半生緣            | Eighteen Springs                      | Bán sanh duyên                                | Ngô Thanh Liên                             |                                                               |
| 1996 | 甜蜜蜜            | Comrades: Almost a Love Story         | Điềm mật mật                                  | Trương Mạn Ngọc                            |                                                               |
| 1995 | 墮落天使          | Fallen Angels                         | Đọa lạc thiên sứ / Thiên thần gãy cánh        | Lý Gia Hân, Kaneshiro Takeshi, Mạc Văn Úy  |                                                               |
| 1994 | 都市情緣          | Love and the City                     | Đô thị tình duyên                             | Ngô Thanh Liên                             |                                                               |
| 1993 | 初生之犊          | Fearless Match                        |                                               |                                            |                                                               |
| 1993 | 城市獵人          | City Hunter                           | Thành thị điệp nhân (Thợ săn trong Thành phố) | Thành Long, Vương Tổ Hiền, Khâu Thục Trinh |                                                               |
| 1992 | 飛狐外傳          | The Sword of Many Lovers              | Phi Hồ ngoại truyện                           |                                            |                                                               |
| 1992 | 龍騰四海          | Gun and Rose                          | Long đằng tứ hải                              | Lưu Đức Hoa                                |                                                               |
| 1992 | 神算              | The Magic Touch                       | Thần toán                                     |                                            |                                                               |
| 1992 | 妖獸都市          | The Wicked City                       | Thành phố yêu thú                             | Trương Học Hữu, Lý Gia Hân                 |                                                               |
| 1992 | 伙頭福星          | Shogun and His Little Kitchen         | Hỏa đầu phúc tinh                             |                                            |                                                               |
| 1991 | 痴情快婿          | Fun & Fury                            | Chàng rể si tình                              | Châu Huệ Mẫn                               |                                                               |
| 1991 | 豪門夜宴          | Party of a Wealthy Family/The Banquet | Hào môn dạ yến                                |                                            |                                                               |
| 1991 | 明月照尖東        | With or Without You                   |                                               | Trương Học Hữu                             |                                                               |
| 1991 | 一族              | Fruit Punch Yes                       | Nhất tộc                                      |                                            |                                                               |
| 1989 | 四千金            | Four Loves                            | Tứ Thiên Kim                                  |                                            |                                                               |
| 1987 | 少女心            | Hearts, no flowers                    | Lòng thiếu nữ                                 |                                            |                                                               |
| 1986 | 美男子            | Mr. Handsome                          | Anh chàng đẹp trai                            |                                            |                                                               |

### Phim truyền hình TVB
| Năm  | Tên tiếng Hoa        | Tên tiếng Anh        | Tên tiếng Việt                                        | Các diễn viên khác                                                    |
| ---- | -------------------- | -------------------- | ----------------------------------------------------- | --------------------------------------------------------------------- |
| 1994 | 阿SIR早晨            | Class Of Distinction | Giáo sư ưu ái / Xin chào thầy                         | Tuyên Huyên, Cổ Thiên Lạc, Lý Ỷ Hồng                                  |
| 1993 | 原振俠               | The Legendary Ranger | Nguyên Chấn Hiệp                                      | Vương Phi, Lý Gia Hân, Chu ân, Ngô Đại Dung, Tiền Gia Lạc, Hồng Hân   |
| 1991 | 今生無悔             | The Breaking Point   | Kim sanh vô hối / Đời không nuối tiếc / Tiêu điểm gãy | Ôn Triệu Luân, Châu Hải My, Thiệu Mĩ Kỳ, Âu Dương Chấn Hoa            |
| 1991 | 人在邊緣             | Challenge Of Life    | Nhân tại biên duyên / Người nơi biên giới             | La Huệ Quyên, Trần Pháp Dung, Lê Mỹ Nhàn, Lâm Văn Long, Lưu Thanh Vân |
| 1990 | 回到未嫁時(挑戰未來) | Cherish Moments      | Trở về thời con gái                                   | Châu Hải My, Lâm Gia Huê, Lý Điện Lãng, Trịnh Kính Cơ, Trương Thái Mi |
| 1989 | 天涯歌女             | Song Bird            | Thiên nhai ca nữ                                      | Trần Tùng Linh, Quách Phú Thành                                       |
| 1990 | 晋文公傳奇           |                      | Tấn Văn Công truyền kì                                | La Huệ Quyên                                                          |
| 1988 | 兵權                 | Bing Kuen            | Binh quyền                                            | Thiệu Mỹ Kỳ                                                           |
| 1988 | 回到唐山             | Yankee Boy           | Trở về Đường Sơn                                      | Lê Mĩ Nhàn, Tái Chí Vĩ                                                |
| 1987 | 飛越霓裳             | A Friend in Need     | Đôi Bạn Tình Sầu                                      | Nhậm Đạt Hoa, Thích Mỹ Trân                                           |
| 1986 | 男兒本色             | Foundlings Progress  | Nam nhi bản sắc                                       |                                                                       |

## Các album đã phát hành

### Tiếng Quảng Đông
Năm 2007
- 4 In Love (Tuyển tập các ca khúc kinh điển một thời của "Tứ đại thiên vương")

Năm 2006
- 展望 (Triển vọng)

Năm 2005
- 長情 (Trường tình)
- 愛與承諾 2004/2005 Special Edition

Năm 2004
- Leon Dawn
- 大城小事原聲大碟 Leaving Me Loving You OST

Năm 2002
- Homework
- 2002世界盃衝鋒陷陣 Leon Charged Up

Năm 2001
- 紅鞋 (Hồng hài / Đôi giày đỏ)
- 喜 Hey
- 紅鞋...進化 (Hồng hài... tiến hóa)

Năm 2000
- 北京站 Beijing Station
- Leon Club Sandwich

Năm 1999
- 眼睛想旅行 Eyes Want to Travel
- Leon Now

Năm 1998
- 我這樣愛你 I Love You Like This
- 玻璃之城電影原聲大碟 City of Glass OST
- 如果可以再見你 If I Can See You Again

Năm 1997
- 假如 (Nếu như)
- Leons
- Leon Sound

Năm 1996
- Perhaps
- 感應 (Cảm ứng)

Năm 1995
- 天地豪情 (Thiên địa hào tình)
- 夢.追蹤 Dream Chase

Năm 1994
- 天地情緣 Love Between Sky and Earth
- 情緣 (Tình duyên)
- 火舞艷陽 (Hỏa vũ diễm dương)

Năm 1993
- 我的另一半 (Một nửa riêng của anh)
- 夏日傾情 (Nhật hạ khuynh tình / Ngày hè yêu đương)
- 夢幻古堡 Chateau de Reve

Năm 1992
- 但願不只是朋友 (Mong mình không chỉ là bạn)
- 傾城之最 (Khuynh thành chi tối)
- I love you, OK?

Năm 1991
- 親近你 (Gần bên em)
- 是愛是緣 (Là duyên, là tình)
- 我的感覺 (Cảm giác của anh)

Năm 1990
- 相逢在雨中 (Tương phùng dưới mưa)
- Leon

### Tiếng Phổ Thông, Nhật Bản và Hàn Quốc
Năm 2005
- A Story 一个故事

Năm 2004
- Leon Dawn
- You Are My Friend (bản tiếng Hàn)
- Hot & Cool (bản tiếng Nhật)

Năm 1999
- Never Ever (bản tiếng Hàn)
- None But Me 非我莫屬
- Leon Now (bản tiếng Hàn)

Năm 1998
- 如果可以再見你 (Nếu như gặp lại được em - tiếng Nhật)
- Korean Soundtrack
- 玻璃之城電影原聲大碟 (Nhạc phim Thành phố pha lê - bản tiếng Hàn)
- 如果可以再見你 (Nếu như còn gặp được em - bản tiếng Hàn)
- Longing 嚮往 (Hướng vãng)

Năm 1997
- Disagreement of Words and Thoughts 口不對心
- DNA Gone Wrong	DNA出錯
- I Love You So Much (bản tiếng Hàn) 我這樣愛你
- The World of Leon Lai (bản tiếng Hàn)

Năm 1996
- 為何你不是我的未來 (Sao em không là tương lai của anh)

Năm 1995
- 愛難求 (Tình nan cầu)

Năm 1994
- 為我停留 (Vì anh ở lại)
- 我的真心獻給你 (Chân tâm dâng hiến cho em)

Năm 1993
- Autumn Dawn 秋天的黎明

Năm 1992
- 堆積情感 (Tình cảm chất đầy)

Năm 1991
- 今夜你會不會來 (Tối nay em về không)